# Буджаг
Буджа́к (азерб. Bucaq) — село в Огузском районе Азербайджана, в 13 км к западу от города Огуза.

## История
Этимология названия села происходит от тюркского слова bucak — «угол». Первоначально местность именовалась Буджаг Дашагыл. В XIX веке на территории села имелась община под названием Гюллю Буджаглы. После разделения часть, располагавшаяся вблизи села Дашагыл, называлась Буджаг Дашагыл, а другая часть, находившаяся вблизи села Мухас, именовалась Мухас Буджаг.

## Население
В прошлом в районе села Буджак существовало еврейское поселение Джухуд ери. В 1980-х годах об этом сообщала еврейская община Варташена (Огуза).
По данным начала XX века, Буджагъ отмечалось как «татарское», то есть азербайджанское село Нухинского уезда Елизаветпольской губернии в Кавказском календаре за 1915 год.
Согласно результатам Азербайджанской сельскохозяйственной переписи 1921 года в Нухинском уезде Азербайджана отмечались сёла Буджах-Нижний (90 дворов, 416 жителей) и Буджах-Верхний (9 дворов, 54 жителя) с преобладающим населением тюрками-азербайджанцами.
По данным на 2008 год, в селе Буджак проживало 1407 человек. Развиты разведение зерновых, животноводство, выращивание фруктов и овощей. Имеются полная средняя школа, детский сад, клуб, библиотека, фельдшерский пункт, почта, АТС.